# Sommer-Paralympics 2008/Teilnehmer (Tadschikistan)
| stlisierte Goldmedaille | stlisierte Silbermedaille | stlisierte Bronzemedaille |
| ----------------------- | ------------------------- | ------------------------- |
| —                       | —                         | —                         |

Tadschikistan nahm mit zwei Sportlern an den Sommer-Paralympics 2008 im chinesischen Peking teil. Fahnenträger bei der Eröffnungsfeier war Khayrullo Abdurahimov. Beide Athleten hatten in ihren Wettbewerben keinen gültigen Versuch.

## Teilnehmer nach Sportart

### Powerlifting (Bankdrücken)
Frauen
- Zaytuna Roziqova

Männer
- Khayrullo Abdurahimov